# پسماند قهوه‌ای

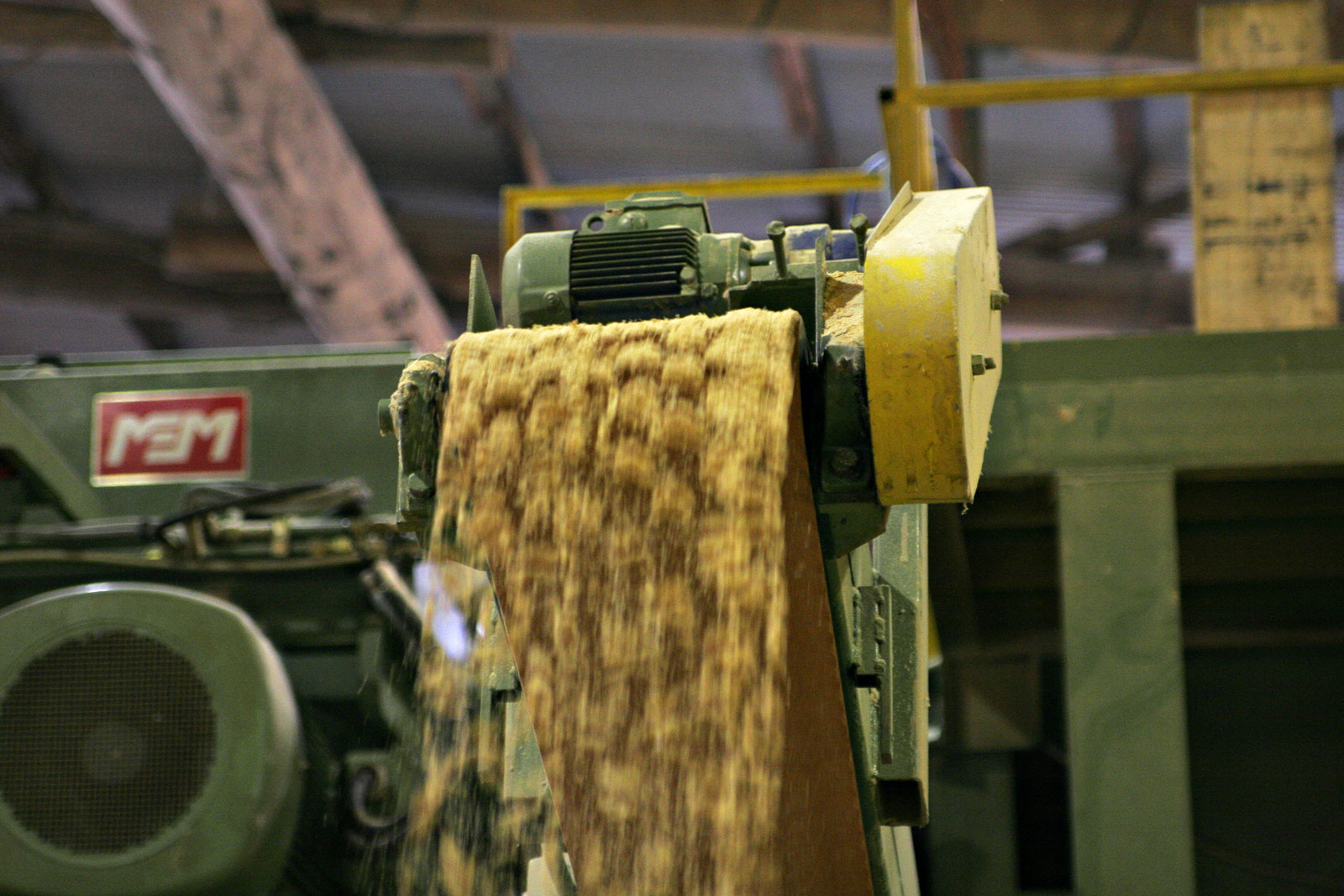
خاک‌اره نمونه‌ای از پسماند قهوه‌ای است.

پسماند قهوه‌ای یا زباله قهوه‌ای (به انگلیسی: Brown waste) به هر زباله زیست‌تخریب‌پذیر گفته می‌شود که عمدتاً بر پایه کربن باشد. این اصطلاح شامل مواردی مانند برش چمن، برگ‌های خشک، ترکه‌ها، یونجه، کاغذ، خاک‌اره، بلال ذرت، بستر دام استفاده‌شده، کود، فضولات حیوانی، مقوا، سوزن کاج یا مخروط و غیره می‌شود. کربن برای کمپوست ضروری است که از ترکیب پسماند سبز و پسماند قهوه‌ای برای ترویج فرآیندهای میکروبی درگیر در فرایند تجزیه استفاده می‌کند. کمپوست‌سازی زباله‌های قهوه‌ای به‌طور پایدار کربن را به چرخه کربن بازمی‌گرداند.
زباله‌های قهوه‌ای دوستدارترین راه محیط زیستی برای دفع آنها در اکوسیستم در نظر گرفته می‌شود. برخی از شرکت‌ها از این پسماندها برای ساخت چوب مصنوعی و دیگر محصولات برای مواد غیرغذایی استفاده می‌کنند.